# Strukturfunktion
Strukturfunktionen werden in der Kern- und Teilchenphysik zur Beschreibung von tief inelastischen Streuprozessen an Nukleonen (Proton und Neutron) und Atomkernen verwendet. Sie geben an, wie stark die Streuung ist, in Abhängigkeit von der dabei zwischen den Streupartnern übertragenen Energie und dem Impuls. Durch ihre Messung lassen sich Rückschlüsse auf die innere Struktur der Stoßpartner ziehen, insbesondere auf die Impulsverteilungen der in den Nukleonen enthaltenen Quarks.
Mithilfe der Strukturfunktionen bei der tief inelastischen Elektron-Nukleon-Streuung wurde das Partonmodell entwickelt und überprüft, d. h. das Modell für aus Quarks zusammengesetzte Protonen und Neutronen. Außerdem lassen sich der Spin und die elektrische Ladung der Quarks mittels der Strukturfunktionen experimentell bestimmen.
Bei elastischen Streuprozessen sind die elektrischen und magnetischen Formfaktoren die Analoga der Strukturfunktionen.

## Experimentelle Bestimmung
Analog zur Rosenbluth-Formel für elastische Streuprozesse gilt für den doppelt differentiellen Wirkungsquerschnitt:
{\displaystyle {\frac {\mathrm {d} ^{2}\sigma }{\mathrm {d} \Omega \,\mathrm {d} E^{\prime }}}=\left({\frac {\mathrm {d} \sigma }{\mathrm {d} \Omega }}\right)_{\mathrm {Mott} }\left[2W_{1}(Q^{2},\nu )\,\tan ^{2}(\theta /2)+W_{2}(Q^{2},\nu )\right]}
dabei sind
- {\textstyle \left({\frac {\mathrm {d} \sigma }{\mathrm {d} \Omega }}\right)_{\mathrm {Mott} }} der Mott-Wirkungsquerschnitt
- {\displaystyle Q^{2}} der übertragene Viererimpuls, im Beispiel der Elektronstreuung {\displaystyle Q^{2}=-q^{2}=(p_{e}-p_{e}^{\prime })^{2}} mit {\displaystyle p_{e}} dem Viererimpuls des Elektrons vor und {\displaystyle p_{e}^{\prime }} nach der Streuung
- {\displaystyle \nu =E-E^{\prime }} die übertragene Energie im Laborsystem
- {\displaystyle \theta } der Streuwinkel
- {\textstyle W_{1}(Q^{2},\nu )} und {\displaystyle W_{2}(Q^{2},\nu )} die Strukturfunktionen.

Misst man nun den Wirkungsquerschnitt bei festen {\displaystyle Q^{2}} und {\displaystyle \nu } für verschiedene Streuwinkel und trägt in Analogie zum Rosenbluth-Plot {\displaystyle \tan ^{2}(\theta /2)} auf der x-Achse und {\textstyle {\frac {\mathrm {d} ^{2}\sigma }{\mathrm {d} \Omega \,\mathrm {d} E^{\prime }}}\left/\left({\frac {\mathrm {d} \sigma }{\mathrm {d} \Omega }}\right)_{\mathrm {Mott} }\right.=2W_{1}(Q^{2},\nu )\,\tan ^{2}(\theta /2)+W_{2}(Q^{2},\nu )} auf der y-Achse auf, so nimmt der doppelt differentielle Wirkungsquerschnitt folgende lineare Form
an:
{\displaystyle y(x)=2W_{1}\cdot x+W_{2}}
mit
- der Steigung {\displaystyle 2W_{1}}
- dem y-Achsenabschnitt {\displaystyle W_{2}}.

Das muss man für viele Werte von {\displaystyle Q^{2}} und {\displaystyle \nu } wiederholen, um die Strukturfunktionen zu bestimmen.

### Dimensionslose Strukturfunktionen
Häufig gibt man statt {\displaystyle W_{1}} und {\displaystyle W_{2}} die dimensionslosen Strukturfunktionen an:
{\displaystyle {\begin{alignedat}{2}F_{1}(x,Q^{2})&=M\cdot c^{2}&&\cdot W_{1}(Q^{2},\nu )\\F_{2}(x,Q^{2})&=\nu &&\cdot W_{2}(Q^{2},\nu )\end{alignedat}}}
welche von der Bjorken-Skala
{\textstyle x={\frac {Q^{2}}{2Pq}}={\frac {Q^{2}}{2M\nu }}}
(auch Bjorken’sche Skalenvariable) abhängen ({\displaystyle M} ist die Masse des Targets – zum Beispiel eines Protons – und {\displaystyle P} der Viererimpuls des Targets). Diese ist ein Maß für die Inelastizität.
Bei der inelastischen Streuung von Neutrinos an Nukleonen tritt noch eine dritte Strukturfunktion {\displaystyle F_{3}^{\nu N}} auf, die explizit die Paritätsverletzung der Neutrinos berücksichtigt.

## Strukturfunktionen und Partonmodell
Die dimensionslosen Strukturfunktionen {\displaystyle F_{1}} und {\displaystyle F_{2}} hängen von der Bjorken-Skala {\displaystyle x} ab, aber nur sehr schwach vom Viererimpulsübertrag {\displaystyle Q^{2}} (Skaleninvarianz). Daraus folgt, dass die Nukleonen aus kleineren punktförmigen Teilchen (Partonen) bestehen.

### Bestimmung des Quark-Spins
Die dimensionslosen Strukturfunktionen erfüllen die Callan-Gross-Beziehung {\displaystyle F_{2}(x)=2x\,F_{1}(x)}. Das bedeutet, dass die Partonen Teilchen mit Spin 1/2 sind.
Hätten die Partonen Spin 0, so wäre {\displaystyle F_{1}(x)=0}, da diese Strukturfunktion dem magnetischen Formfaktor entspricht.

### Bestimmung der elektrischen Ladung der Quarks
Um die drittelzahlige elektrische Ladung der Quarks zu bestimmen, vergleicht man die gemessenen Strukturfunktionen {\displaystyle F_{2}^{eN}(x)} aus der Elektron-Nukleon-Streuung und {\displaystyle F_{2}^{\nu N}(x)} aus der Neutrino-Nukleon-Streuung miteinander.
- Elektron-Nukleon-Streuung: Da Elektronen nicht an der starken Wechselwirkung teilnehmen, kann die Streuung von Elektronen an Nukleonen nur an der elektrischen Ladung z der Quarks erfolgen. Die Strukturfunktion muss deshalb von z abhängen:

{\displaystyle F_{2}^{eN}(x)=x\cdot \sum _{f}z_{f}^{2}\left(q_{f}(x)+{\bar {q}}_{f}(x)\right)}
Die Summe läuft über alle relevanten Quarktypen, also u-, d- und s-Quarks. Alle anderen Quarktypen sind zu schwer um beizutragen. {\displaystyle z_{f}} gibt die elektrische Ladung des jeweiligen Quarktyps in Einheiten der Elementarladung an. {\displaystyle q_{f}(x)} und {\displaystyle {\bar {q}}_{f}(x)} bezeichnen die Impulsverteilungen der Quarks und Antiquarks.
- Neutrino-Nukleon-Streuung: Da Neutrinos weder an der starken Wechselwirkung, noch an der elektromagnetischen Kraft teilnehmen, geht die elektrische Ladung der Quarks an dieser Stelle nicht in die Strukturfunktion ein:

{\displaystyle F_{2}^{\nu N}(x)=x\cdot \sum _{f}\left(q_{f}(x)+{\bar {q}}_{f}(x)\right)}
Durch Vergleich der Messergebnisse dieser beiden Strukturfunktionen lässt sich die Quarkladung bestimmen. Sie stimmt mit den vorhergesagten drittelzahligen Werten überein.